# 周日騰
周日騰（2000年2月8日—）為臺灣男子籃球運動員，場上位置為前鋒，現效力於超級籃球聯賽臺灣銀行。周日騰畢業於高中籃球乙級聯賽醒吾高中、大專籃球聯賽公開男一級國立臺灣藝術大學，2022年7月在超級籃球聯賽新人選秀會第二輪獲得臺灣銀行青睞。

## 外部連結
- 周日騰在Eurobasket.com（球員）（英语）
- 周日騰在Flashscore（英语）